# Włosty (Gołdap)
Włosty (deutsch Flösten, 1938 bis 1945 Bornberg (Ostpr.)) ist ein Dorf in der polnischen Woiwodschaft Ermland-Masuren und gehört zur Stadt- und Landgemeinde Gołdap (Goldap) im Kreis Gołdap.

## Geographische Lage
Włosty liegt im Nordosten der Woiwodschaft Ermland-Masuren, sieben Kilometer südwestlich der Kreisstadt Gołdap (Goldap).

## Geschichte
Der früher Flösten genannte Ort erfuhr im Jahre 1564 seine Gründung. Er entwickelte sich zu einem weit gestreuten Dorf, das im Jahre 1874 in den neu errichteten Amtsbezirk Grabowen eingegliedert wurde. Dieser bestand – 1939 in „Amtsbezirk Arnswald“ umbenannt – bis 1945 und gehörte zum Kreis Goldap im Regierungsbezirk Gumbinnen der preußischen Provinz Ostpreußen.
Die Einwohnerzahl Flöstens belief sich im Jahre 1910 auf 167, verringerte sich bis 1933 auf 147 und betrug 1939 noch 142.
Am 3. Juni (amtlich bestätigt am 16. Juli) des Jahres 1938 erhielt Flösten im Zuge der nationalsozialistischen Umbenennungsaktion den Namen Bornberg (Ostpreußen). In Kriegsfolge kam das Dorf 1945 mit dem südlichen Ostpreußen zu Polen und heißt seitdem „Włosty“. Es ist heute eine Ortschaft im Verbund der Stadt- und Landgemeinde Gołdap im Powiat Gołdapski, bis 1998 zur Woiwodschaft Suwałki, seither zur Woiwodschaft Ermland-Masuren zugehörig.

## Kirche

### Evangelisch
Vor 1945 war die Bevölkerung Flöstens resp. Bornbergs fast ausnahmslos evangelischer Konfession und gehörte zum Kirchspiel der Kirche Grabowen im Kirchenkreis Goldap in der Kirchenprovinz Ostpreußen der Kirche der Altpreußischen Union. Flucht und Vertreibung der einheimischen Bevölkerung brachten den Verlust fast aller evangelischen Kirchenglieder. Heute gehören diese zur Kirchengemeinde in Gołdap, einer Filialgemeinde der Pfarrei in Suwałki in der Diözese Masuren der Evangelisch-Augsburgischen Kirche in Polen.

### Katholisch
Vor 1945 lebten nur ganz wenige katholische Kirchenglieder in Flösten resp. Bornberg. Ihre Pfarrkirche stand in der Stadt Goldap und gehörte zum Bistum Ermland. Heute ist die Einwohnerschaft Włostys überwiegend katholisch. Für sie wurde in Grabowo eine neue Pfarrei errichtet, die zum Dekanat Gołdap im Bistum Ełk (Lyck) der Katholischen Kirche in Polen gehört.

## Verkehr
Włosty liegt ein wenig abseits an einer Nebenstraße, die parallel zur Woiwodschaftsstraße 650 (einstige deutsche Reichsstraße 136) verläuft und Konikowo (Kleeberg) mit Boćwinka (Bodschwingken, 1938 bis 1945 Herandstal) verbindet. Bis 1945 bestand Bahnschluss über die Station Jeblonsken (1938 bis 1945: Urbansdorf, polnisch: Jabłońskie) an der Bahnstrecke Angerburg–Goldap, die in Kriegsfolge nicht mehr betrieben wird.